# マルト長谷川工作所
株式会社マルト長谷川工作所（マルトはせがわこうさくじょ、Maruto Hasegawa Kosakujo INC. ）は、日本の手動工具メーカー。本社を新潟県三条市に置く。
KEIBAブランドで製品を展開している。

## 概要
ニッパー、ペンチ、プライヤなどはさみもの工具の専業。多くの国内外有名総合メーカーにOEM供給し、その高品質から多くの外国メーカーで研究対象とされている。チームルマンにラジエター修正工具「メタペン」が採用されている。
1924年に創業者の長谷川藤三郎が東大阪でペンチに出会い、初めて新潟に鍛造マシンのスプリングハンマーを持ち込んだ。当時、国内市場は先行する関西工具メーカーが強く、海外に販売市場を求めた。現在も50%以上が輸出であり、タミヤブランドのプラモデル用ニッパーをはじめとして国内外の有名ブランドプライヤのOEMを手がけている。素材から仕上げ梱包までを自社工場で一貫生産をしている。
生産設備は独自に工夫がされており、通常半日かかる鍛造金型の交換もカートリッジ方式により6分40秒で可能である。鍛造ハンマーは、焼く・打つ・抜くの3工程を一人で行なう。機械加工設備もニッパーの12工程の加工を一人で全て行なえる。刃物の熱処理は工程ごとに何度も行なわれ、刃先の仕上刃付けは全数手仕上げで行なわれる。これらの技術が高品質のカッターを生み、今では高価格のプロ用ネイルカッターの分野に進出している。

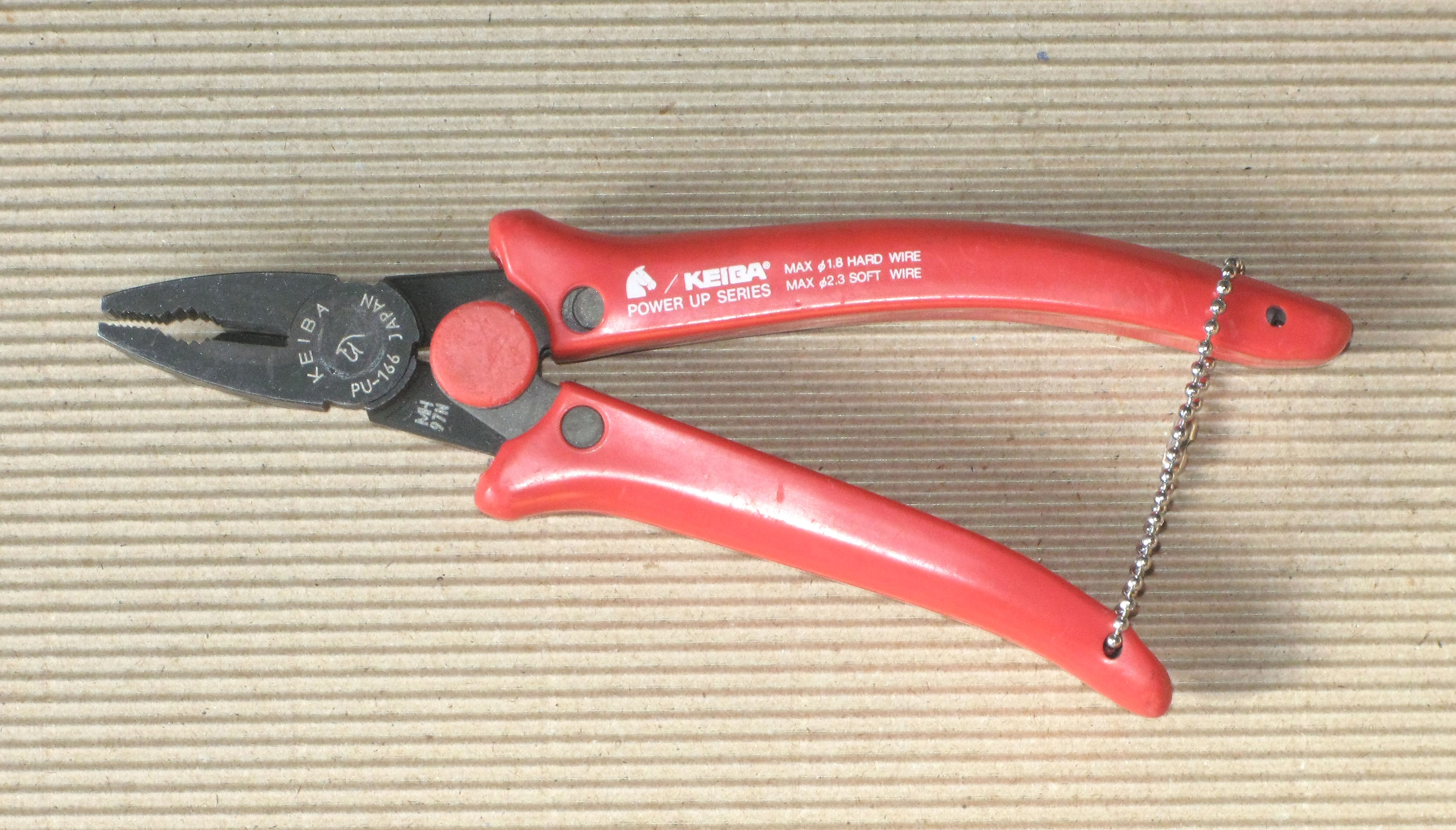
パワーアップペンチPU-166

KEIBAは、同業他社に比べ1945年頃と早くから工業デザインを取り入れている。東京美術学校図案科（現在の東京芸術大学）小杉二郎（マツダ・R360クーペのデザインで知られる）とは、1982年グッドデザイン賞（Gマーク）「ワイヤーストリッパー・WS-006,008,005」と1982年グッドデザイン賞及び1996年ロングライフデザイン賞受賞の「スナップリングプライヤS-026」を開発。デザイナーの羽生道雄とは、1986年グッドデザイン賞「パワーアップニッパPU-266」1988年「パワーアップペンチPU-166」を開発している。自社デザインによる商品「ニューセラミックチップ付ピンセットTC-S01」で1986年グッドデザイン中小企業商品賞を、1994年「光ファイバーケーブルカッター」で中小企業庁長官特別賞を受賞している。他に1991年「エルゴニッパープラスチック用」1996年「ハイレベレージペンチ ケイバアルファ」なども自社デザインである。
KEIBAのデザインは、『工具本来の機能を最優先した機能美』がデザインコンセプトである事が特徴である。デザインへのこだわりは商品だけにとどまらずカタログ・パッケージ・ポスターにも見て取る事が出来る。

## 沿革
- 1924年（大正13年）5月 - 初代長谷川藤三郎個人経営にて締ハタ及び小農具、大工道具等の製造を開始する。
- 1936年（昭和11年）5月 - 新潟県三条市島田177番地に移転。大工道具類の他、作業工具ペンチ・スパナ・レンチ類各種の生産を開始する。
- 1943年（昭和18年）5月 - 株式会社マルト長谷川工作所と改め陸海軍のペンチ納入を主とする等、軍需用品の製造に従事する。
- 1951年（昭和26年）10月 - 日本工業規格表示制度の実施と同時にペンチ類の表示許可を取得。
- 1970年（昭和45年）8月 - 強力ニッパーのJIS表示許可を取得。
- 1980年（昭和55年）10月 - 全日本中小企業総合見本市にて「同軸ケーブル用ワイヤーストリッパー」が中小企業庁長官賞を受賞する。
- 1995年（平成7年）4月 - 長谷川直が3代目代表取締役社長に就任する。
- 2003年（平成15年）8月 - 理容・美容業界用工具への進出を開始する。
- 2011年（平成23年）5月 - 長谷川直哉が4代目代表取締役社長に就任する。

## 主な商品
ペンチ・ラジオペンチ・ニッパー・爪切り
・理・美容はさみ・ピンセット・締めハタ－